# Титове-Матика
Титове-Матика (рос. Титово-Матыка) — присілок Урицького району Орловської області Російської Федерації. Входить до складу Котовського сільського поселення.

## Географія
Село знаходиться у центральній частині Середньоросійської височини, в межах степової та лісостепової зон, на території Урицького району Орловської області. Розташоване за 3 км від районного центру Наришкіно, та у 21 км. від обласного центру міста Орел. Поблизу села річка Орлиця впадає в річку Орлик.

## Клімат
Клімат села помірно-континентальний, з м'якою зимою та теплим літом. Опадів більше випадає влітку і на початку осені.

## Населення
| 2002 | 2008 | 2010 |
| 65   | ↘ 61 | ↘ 58 |

## Пам'ятки
На території села знайдено пам'ятки верхньоокської культури.